# Церетели, Михаил Георгиевич
Михаил Георгиевич Церетели (груз. მიხეილ გიორგის ძე წერეთელი, нем. Michael von Zereteli; 23 декабря 1878, Цхруквети, Кутаисская губерния, Российская империя — 2 марта 1965, Мюнхен, Бавария, ФРГ) — грузинский князь, историк, филолог, социолог, публицист и дипломат.

## Биография
Из княжеской семьи. Младший брат Василия Церетели (1862—1937).
В студенческие годы принимал участие в грузинском национально-демократическом движении. В 1907 вместе с Варламом Черкезишвили и Георгием Гвазава издавал «Грузинскую мысль».
Окончил Гейдельбергский университет (1911 год), в 1913 году защитил диссертацию. В 1914—1918 годах преподавал в Гейдельбергском университете.
Одновременно с этим в 1914—1917 годах был одним из лидеров Комитета независимости Грузии; в этом качестве тайно посетил Грузию для переговоров с лидером грузинских меньшевиков Ноем Жорданией.
После объявления независимости Грузии в 1918 году был послом Грузинской Демократической Республики в Швеции и Норвегии, затем в 1919 году вернулся в Грузию в качестве профессора Тбилисского университета.

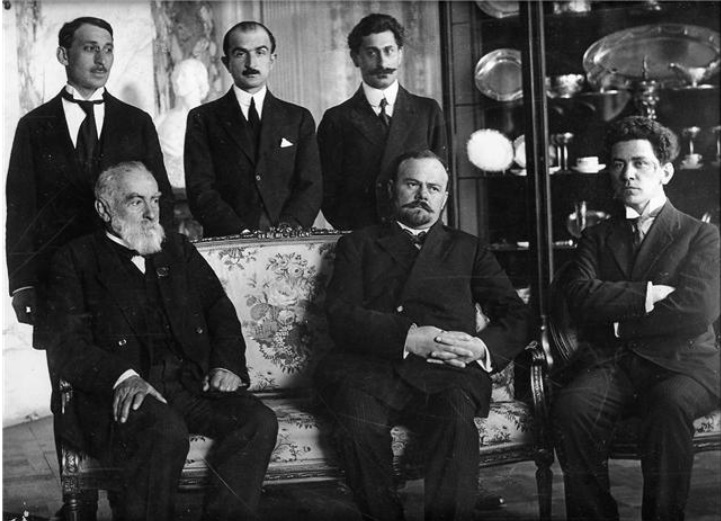
Члены грузинской дипломатической делегации в Берлине, 1918 год. Стоят, слева-направо: Спиридон Кедиа, Георгий Мачабели и Михаил Церетели. Сидят, слева-направо: Нико Николадзе, Акакий Чхенкели и Зураб Авалишвили

После оккупации Грузии советскими войсками в марте 1921 года эмигрировал. В 1921—1933 годах профессор Брюссельского, в 1933—1945 годах — Берлинского университета. С 1945 года жил и работал в Мюнхене.
В годы эмиграции входил в организацию грузинских политических эмигрантов в Европе — Грузинский национальный комитет. В 1925—1954 годах был одним из лидеров грузинской патриотической политической организации «Тетри Гиорги» («Белый Гиорги»).
Похоронен на Левильском кладбище.

## Научная деятельность

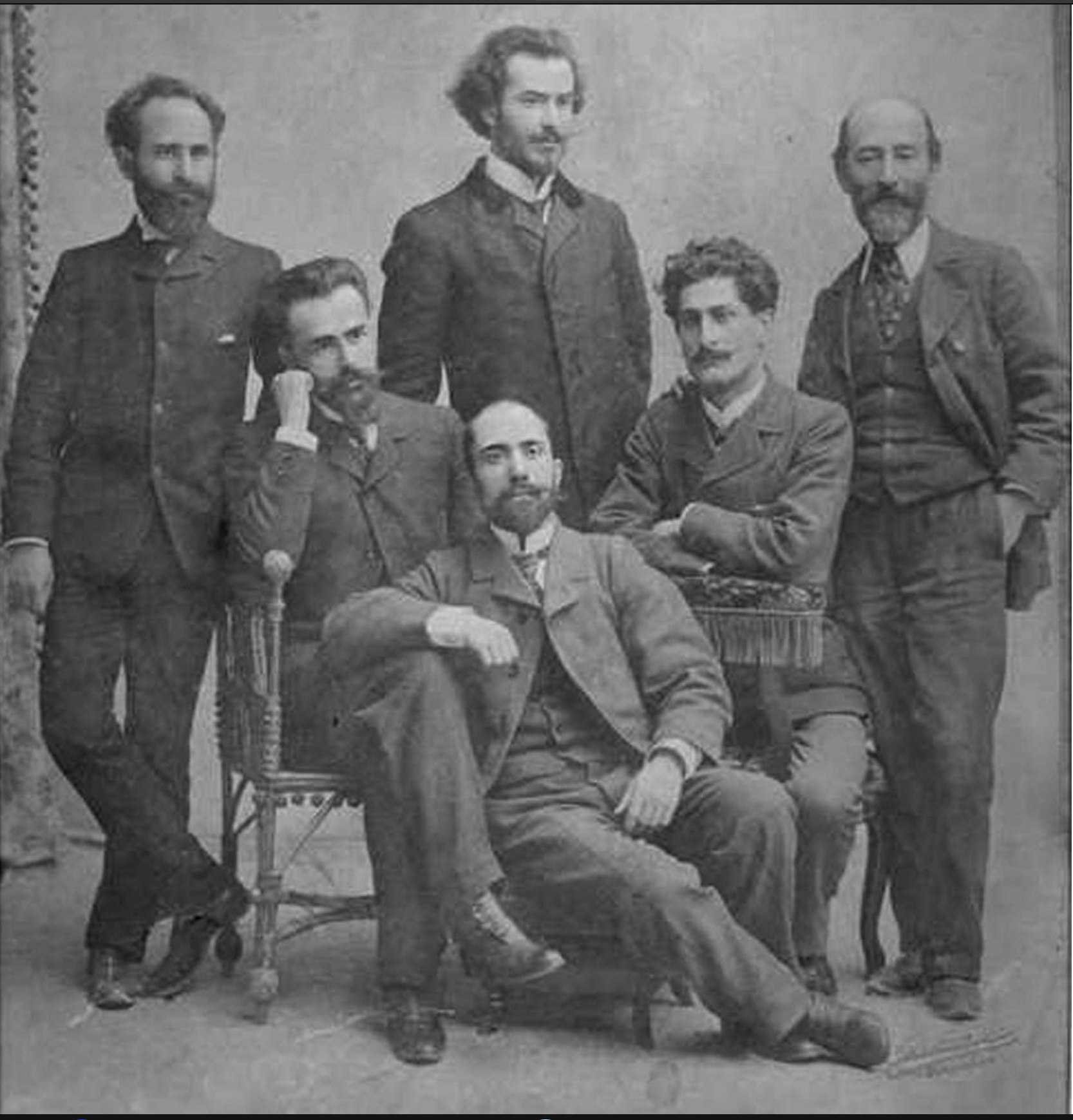
М. Церетели сидит крайний справа

Научные труды Церетели посвящены истории Грузии и вообще Кавказа. Он, в частности, опубликовал сравнительный анализ шумерского и грузинского языков (монография «Шумерский и грузинский», Тифлис, 1912, на грузинском языке; дополненный английский перевод — в лондонском «Journal of the Royal Asiatic Society», вып. 45-48, 1913—1916), монографию «Страна хеттов, её народы, языки, история и культура» (Стамбул, 1924, на грузинском языке), книги «Грузия и мировая война» (нем. Georgien und der Weltkrieg; Цюрих (по другим сведениям Потсдам), 1915) и «Расовые и культурные проблемы Кавказа» (нем. Rassen- und Kulturprobleme des Kaukasus; Берлин, 1916, издание Германско-грузинского общества). В 1955 году Церетели издал свой перевод поэмы Шоты Руставели «Витязь в тигровой шкуре» на немецкий язык (Der Ritter im Pantherfell. München, 1955).

## Сочинения
- Sumerian and Georgian: a study in comparative philology // JRAS, 1913—1916 — № 45-48.
- Georgien und der Weltkrieg. [Potsdam], [1915] (2-е издание — Weimar: Kiepenheuer, 1916; английская версия — Georgia and the war. Zürich: Orient Publishing Company, 1916).
- La Géorgie et la guerre actuelle. Zürich: Orient-Verl., 1915 (2-е издание — Lausanne: Libraire Nouvelle, 1917).
- Rassen- und Kulturprobleme des Kaukasus // Osteuropäische Zukunft, 1916 — № 3-5. S. 38-40, 57-59, 75-78.
- Rassen- und Kulturprobleme des Kaukasus. Berlin: Welt-Verlag, 1916.
- Les droits du peuple géorgien: rapport présenté au IIIe congrès de l’Union des Nationalités tenu à Lausanne au mois de juin 1916. Lausanne: Union des Nationalités, 1916.
- Die Befreiung Polens und das Nationalitätenprinzip bei den Zentralmächten und bei der Entente. Bern: F. Wyss, 1917.
- Die Rechte Georgiens. Berlin: Der neue Orient, 1917.
- Gilgamesiani. Babilonusi eposi. Istanbul, 1924.
- Die neuen ḫaldischen Inschriften König Sardurs von Urarṭu (um 750 v. Chr.): Ein Beitrag zur Entzifferung des Ḫaldischen. Heidelberg: C. Winter, 1928.
- Études Ourartéennes. Paris: Pr. Univ. de France, 1953—1959.
- Das Leben des Koenige Dawith (Dawith II. 1089—1125)// Bedi Kartlisa (Revue de Kartvelologie), 1957 — № 2-3, pp. 45–73.
- Das Sumerische und das Georgische // BK, 1959 — № 32-33.